# Sofia Jakobsson
Sofia Jakobsson (Örnsköldsvik, 1990. április 23. –) olimpiai ezüstérmes svéd női válogatott labdarúgó.  Az amerikai San Diego Wave csapatának játékosa.

## Pályafutása

### Klubcsapatokban
Az Östers IF csapatánál kezdte felnőtt karrierjét a másodosztályban, de egy év elteltével az akkori bajnok Umeå IK szerződtette. Öt évet húzott le Umeåban és két bajnoki cím mellé egy országos kupagyőzelmet is abszolvált klubjával.
Az orosz Rosszijanka részben a Bajnokok Ligája szereplése végett hívta csapatába, teljesítményének köszönhetően azonban még egy évet hosszabbítottak Jakobssonnal. Az orosz bajnoki trófea és a BL részvétel után távozott a Chelsea-hez. Első mérkőzésen góllal mutatkozott be a Birmingham City elleni 1–1-es találkozón.
2014-ben a Bundesliga újonc Cloppenburghoz igazolt. A többek között Mandy Islackerrel, Barbarával és Esterrel megerősített német együttessel azonban nem sikerült kiharcolniuk a bennmaradást és újabb kihívást keresve a francia Montpellier mezébe öltözött.
2019-ben elfogadta a CD Tacón ajánlatát.
2021. július 2-án a német Bayern München csapatába szerződött, azonban nem sikerült bebiztosítania helyét a bajor együttes keretében, így 5 mérkőzés után közös megegyezéssel került szabadlistára.
A San Diego Wave 3 éves szerződés ajánlatát 2022. január 15-én írta alá.

## Sikerei

### Klubcsapatokban
Svéd bajnok (2):
- Umeå IK (2): 2007, 2008

 Svéd kupagyőztes (1):
- Umeå IK (1): 2007

 Orosz bajnok (1):
- Rosszijanka (1): 2011–12

### A válogatottban
Svédország
- Világbajnoki bronzérmes (2): 2011, 2019
- Olimpiai ezüstérmes (2): 2016, 2020[7]
- U19-es Európa-bajnoki bronzérmes (1): 2009
- Algarve-kupa győztes: 2018